# Кривогащани
Кривогащани (на македонска литературна норма: Кривогаштани) е село в централната част на Северна Македония, община Кривогащани. Кривогащани е общински център на едноименната селска община.

## География
Селото е разположено в областта Пелагония, западно от град Прилеп на пътя, свързващ Прилеп с Крушево.

## История

### Етимология
Афанасий Селишчев отбелязва, че името пази съчетанието št от праславянското tj, докато в местния говор вече се е настанила новата форма гак'и. Според академик Иван Дуриданов Кривогащани е първоначално жителско име със суфикс -jane, което има присмехулна отсянка: „жители с криви гащи“, подобно на белодрешковци. Йордан Заимов обяснява името от несъществуващо местно име *Криви гат, което според Дуриданов е неубедително.

### Средновековие
Селото е споменато в грамота на цар Стефан Душан за манастира Трескавец от 1335 година: стась вь Кривогаштанехь.

### В Османската империя
В Слепченския поменик от XVI век селото е е споменато като Кривогащни, а в Трескавецкия поменик от XVI – XVII век като Кривогащни и Кривогащани.
В XIX век Кривогащани е българско село в Прилепска кааза на Османската империя. Църквата „Свети Никола“ е от 1847 година. В „Етнография на вилаетите Адрианопол, Монастир и Салоника“, издадена в Константинопол в 1878 година и отразяваща статистиката на населението от 1873 година Кривогащяни (Krivogaschtiani) е посочено като село със 107 домакинства и 440 жители българи и 12 цигани.
Според статистиката на Васил Кънчов („Македония. Етнография и статистика“) от 1900 година Кривогащани има 860 жители, всички българи християни.
На Етнографската карта на Битолския вилает на Картографския институт в София от 1901 година Кривогащани е чисто българско село в Прилепската каза на Битолския санджак със 123 къщи.
Според Никола Киров („Крушово и борбите му за свобода“) към 1901 година Кривогащани има 120 български къщи.
В началото на XX век по-голямата част от жителите на селото са под върховенството на Българската екзархия. По данни на секретаря на екзархията Димитър Мишев (La Macédoine et sa Population Chrétienne) през 1905 година в Кривогащани има 680 българи екзархисти и 240 българи патриаршисти сърбомани. В селото работи българско училище.
В 1912 година е изградена и изписана църквата „Свети Димитър“ – трикорабна сграда, с женска галерия и с полукръгла апсида на източната страна, разчленена с три слепи ниши.
При избухването на Балканската война четирима души от Кривогащани са доброволци в Македоно-одринското опълчение.

### В Сърбия, Югославия и Северна Македония
След Междусъюзническата война в 1913 година селото попада в Сърбия.
През юни 1920 година местният жител Иван Гюрлуков на 21-годишна възраст загива в бой със сръбските окупатори.
По време на българското управление във Вардарска Македония в годините на Втората световна война, Илия Г. Попев от Прилеп е български кмет на Кривогащани от 3 ноември 1941 година до 18 април 1944 година. След това кмет е Иван Н. Поповски от Дебър (18 април 1944 – 9 септември 1944).
В 1936 година е изградена църквата „Свети Теодор Тирон“ – еднокорабна засводена сграда. Осветена е на 9 март 1968 година от епископ Климент Охридско-битолски.
В 1990 година върху основите на стара църква, отбелязана във вътрешността с тъмни керамични плочки, е изградена църквата църквата „Въведение на Пресвета Богородица – Пречиста“. Представлява еднокорабна сграда, с полукръгла апсида на източната страна. Църквата е осветена в 1996 година от митрополитите Петър Преспанско-Пелагонийски и Стефан Брегалнишки.
Според преброяването от 2002 година селото има 1870 жители, от които:
| Националност     | Всичко |
| северномакедонци | 1860   |
| албанци          | 0      |
| турци            | 0      |
| роми             | 8      |
| власи            | 0      |
| сърби            | 1      |
| бошняци          | 0      |
| други            | 1      |

## Личности
Родени в Кривогащани
- Борис Рикаловски (1940 – 2010), югославски политик и министър в Югославия и Република Македония
- Иван Гюрлуков (1899 – 1920), български революционер, войвода на ВМРО, роден и загинал в Кривогащани
- Йованче Коте, българин, православен, арестуван преди април 1904 година, обвинен, че „по време на бунта с петима неизвестни другари, с намерение да го убия, ранили Исмаих Мехмед, войник от 4-ти табор от 21-и полк на редовната войска“, осъден на 6 години каторга от Следствения отдел, амнистиран с общата амнистия от 12 април 1904 година[17]
- Милан Гюрлуков (1884 – 1944), български революционер, войвода на ВМРО
- Петре Шендел, български хайдутин
- Ристе Наки, българин, православен, арестуван преди април 1904 година, обвинен в „присъединявайки се към битките, които водил българският комитет, употребил оръжие против османската войска“, осъден от Извънредния съд на 3 години каторга, лежал в Битолския затвор, амнистиран с общата амнистия от 12 април 1904 година[18]
- Хр. Стоянов, участник в Българското опълчение (1877 – 1878)[19]

Починали в Кривогащани
- Ангел Страхинов (? – 1917), български революционер, деец на ВМОРО